# Helanthium
Helanthium, maleni rod vodenog bilja iz porodice žabočunovki raširenih po Sjevernoj, Srednoj i Južnoj Americi i Karibima. Rodu pripadaju zasada tri priznate vrste.

## Vrste
1. Helanthium bolivianum (Rusby) Lehtonen & Myllys
2. Helanthium tenellum (Mart. ex Schult.f.) J.G.Sm.
3. Helanthium zombiense (Jérémie) Lehtonen & Myllys